# Stefan Müller (Historiker)

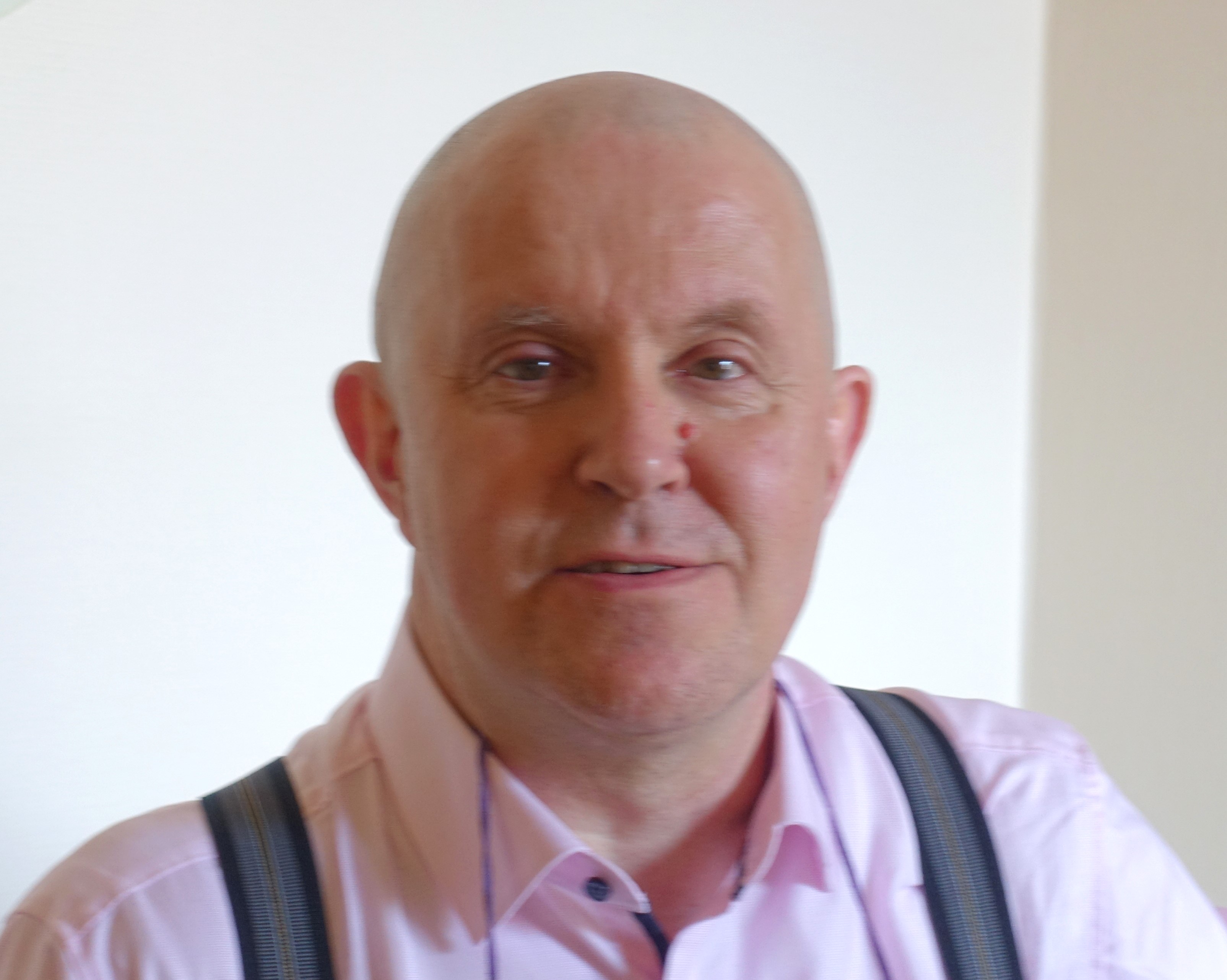
Stefan Müller (2025)

Stefan Müller (* 12. August 1966 in Hannover) ist ein deutscher Historiker, Politologe, Archivar und seit 2022 Leiter des Referats Public History im Archiv der sozialen Demokratie der Friedrich-Ebert-Stiftung in Bonn.

## Leben
Nach dem Abitur an der Gesamtschule Hannover-Linden absolvierte Müller eine Lehre als Drucker und war danach in seinem Beruf tätig. Nach einem Studium der Politikwissenschaft an der Freien Universität Berlin war er von 2001 bis 2004 wissenschaftlicher Mitarbeiter am Otto-Suhr-Institut. Ab 2009 war er Lehrbeauftragter an der Universität Duisburg-Essen und von 2010 bis 2013 wissenschaftlicher Mitarbeiter am Historischen Institut dort. 2009 hat er promoviert über Heinz Dürrbeck Sozialist – Gewerkschafter – Bildungsarbeiter. Von 2013 bis 2021 war er Referent für Publik History im Archiv der sozialen Demokratie, einem Kooperationsprojekt mit der Hans-Böckler-Stiftung zur Gewerkschaftsgeschichte. 2017 erfolgte die Habilitation im Fach Neuere und Neueste Geschichte über die Ostkontakte der westdeutschen Gewerkschaften von 1969 bis 1989. Seit 2022 ist er Leiter des Referats Publik History.

## Veröffentlichungen
- Die Ostkontakte der westdeutschen Gewerkschaften. Entspannungspolitik zwischen Zivilgesellschaft und internationaler Politik, 1069 bis 1989, J. H. W. Dietz Nachf., Bonn 2020, (Habilitationsschrift), ISBN 978-3-8012-4271-8
- Gewerkschafter, Sozialist und Bildungsarbeiter. Heinz Dürrbeck (1912–2001), Klartext Verlag, Essen 2010 (Dissertation) ISBN 978-3-8375-0201-5
- Die Spanische Grippe. Wahrnehmung und Deutung einer Jahrhundertpandemie im Spiegel der sozialdemokratischen Presse, Friedrich-Ebert-Stiftung, Bonn 2020, ISBN 978-3-96250-733-6
- Zur Erinnerung an Lorenz Breunig. Sozialist, Gewerkschafter, Widerstandskämpfer, Oranienburg, Stiftung Brandenburgische Gedenkstätten 2007

### Herausgeberschaften
- Konservativer und gewerkschaftlicher Widerstand gegen den Nationalsozialismus – neue Forschungen zu Carl F. Goerdeler und Wilhelm Leuschner, Friedrich-Ebert-Stiftung, Bonn 2023, ISBN 978-3-98628-298-1
- Worlds of Labour Turned Upside Down. Revolutions and Labour Relations in Global Historical Perspective, mit Pepijn Brandon, Peyman Jafari, Brill, Leiden 2020.
- „Humanisierung der Arbeit“. Aufbrüche und Konflikte in der rationalisierten Arbeitswelt des 20. Jahrhunderts, mit Nina Kleinöder, Karsten Uhl, transcript, Bielefeld 2019, ISBN 978-3-8394-4653-9
- Die USPD zwischen Sozialdemokratie und Kommunismus 1917–1922. Neue Wege zu Frieden, Demokratie und Sozialismus?, mit Andreas Braune, Mario Hesselbarth, Stuttgart 2018, Franz Steiner Verlag, ISBN 978-3-5151-2142-2
- mit Markus Bernhardt, Stefan Brakensiek, Justus Cobet, Amalie Fößel, Regina Hauses Claudia Hiepel, Melanie Panse, Rene Pfeilschifter, Korinna Schönhärl, Hanna Sonkajärvi, Henning Wirtz Bausteine für das Geschichtsstudium. Ein Reader für Einführungsseminare am Historischen Institut der Universität Duisburg-Essen, Historisches Institut der Universität Duisburg-Essen 2012
- Repräsentationen der Arbeit. Bilder – Erzählungen – Darstellungen, mit Knud Andresen, Michaela Kuhnhenne, Jürgen Mittag, Bonn 2018, J.H.W. Dietz Nachf., ISBN 978-3-8012-4247-3
- Contesting Deregulation. Debates, Practices and Developments in the West since the 1970, mit Knud Andresen, Berghahn Books, New York, Oxford 2017
- Vom Erinnern an den Anfang. 70 Jahre Befreiung vom Nationalsozialismus – Was hat die IG Metall daraus gelernt?, mit Chaja Boebel, Ulrike Obermayr, Büchner-Verlag, Marburg 2015

### Aufsätze (Auswahl)
- mit Pepijn Brandon, Peyman Jafari Introduction: Worlds of Labour Turned Upside Down. Revolutions and Labour Relations in Global Historical Perspective in: Pepijn Brandon, Peyman Jafari, Stefan Müller (Hrsg.): Worlds of Labour Turned Upside Down. Revolutions and Labour Relations in Global Historical Perspective, Brill, Leiden 2020, S. 1–18
- mit Nina Kleinöder, Karsten Uhl: Die Humanisierung des Arbeitslebens Einführung und methodische Überlegungen, in: Nina Kleinöder, Stefan Müller, Karsten Uhl (Hrsg.): Humanisierung der Arbeit. Aufbrüche und Konflikte in der rationalisierten Arbeitswelt des 20. Jahrhunderts, transcript, Bielefeld 2019, S. 10–32
- Das Forschungs- und Aktionsprogramm »Humanisierung des Arbeitslebens« (1974–1989), in Nina Kleinöder, Karsten Uhl, Stefan Müller (Hrsg.): Humanisierung der Arbeit. Aufbrüche und Konflikte in der rationalisierten Arbeitswelt des 20. Jahrhunderts, transcript, Bielefeld 2019, S. 59–88.
- mit Lothar Wentzel: Die Verhältnisse klären, das Handeln stärken. Die Bildungsarbeit des Deutschen Metallarbeiter-Verbandes und der IG Metall, in: Christiane Benner, Jörg Hofmann (Hrsg.): Geschichte der IG Metall. Zur Entwicklung von Autonomie und Gestaltungskraft, Frankfurt a. M. 2019, S. 438–464.
- mit Andreas Braune, Mario Hesselbarth: Die USPD. Eine Herausforderung, in: Andreas Braune, Mario Hesselbarth, Stefan Müller (Hrsg.): Die USPD zwischen Sozialdemokratie und Kommunismus 1917–1922. Neue Wege zu Frieden, Demokratie und Sozialismus? Franz Steiner Verlag, Stuttgart 2018, S. XIII–XXXII.
- Humanisierung der Arbeitswelt 1.0. Historisch-kritische Befragung eines Reformprogramms der Neunzehnhundertsiebzigerjahre, in: Willy Buschak (Hrsg.): Solidarität im Wandel der Zeiten – 150 Jahre Gewerkschaften, Klartext Verlag, Essen 2016, S. 253–275.